# Јиржи Георг Докоупил
Јиржи Георг Докоупил (чеш. Jiři Dokoupíl; 3. јул 1954 Крнов) је савремени чешки уметник. 
Његово стваралаштво сиплифицира са дадаизмом и захваљујући томе аутор неприма јединствен стил своје уметности и због тога је његово стваралађтво пуно разних експеримената и ствара слике помоћу дима свеће, сапунских мехура или помоћу понављања поља играних филмова које копира на платно. Јединствена карактеристика његових дела су сексуални набој, експресионизам. Жини и ради у Берлину, Мадриду, Прагу, Рио де Жанеиру и на Тенерифема. 

## Биографија
Јиржи Георг Докоупил са родио 3. јула 1954. године у Крнову. После догађаја из године 1968. у Чехословачкој он је са породицом побегао преко Аустрије у Немачку. 1978. године је почео студирати уметност у Келну а касније у Франкфурту и Њујорку под водством немачког концептуалног уметника Хајнса Хакела чији се утицаји виде нерочито у почетничкој фази његовог стваралаштва.
У години 1979. основао је Докоупил скупа са уметницима Ханс Патер Адамским, Патером Бомелсом и Валтером Дахном групу „Мулфремет Фреихеит“. 1982. године је поставио своју прву самосталну изложбу. До данас је излагао у целом свету са више од 60 тзв. циклуса са више од 100 различитих техника или стилова.

## Галерија
Снимци слика сликара Докоупила и Галерији у Регенсбургу 2013. године: